# Nema Kunku
Nema Kunku – miasto w Gambii w dywizji Western Division; 25 tys. mieszkańców (2006). Przemysł spożywczy, włókienniczy.